# La Curva (San Javier)
La Curva ist eine Ortschaft im Departamento Beni im Amazonas-Tiefland des südamerikanischen Binnenstaates Bolivien.

## Lage im Nahraum
La Curva liegt in der Provinz Cercado und ist die viertgrößte Ortschaft des Cantón San Pedro im Municipio San Javier. Die Ortschaft liegt in der Moxos-Ebene (Llanos des Mojos) auf einer Höhe von 167 m vier Kilometer entfernt vom linken, westlichen Ufer des Río Negro, der hier in nördlicher Richtung fließt.

## Geographie
Die Region La Curva hat ganzjährig ein tropisch heißes und feuchtes Klima.
Die Jahresdurchschnittstemperatur beträgt 26,2 °C, wobei sich die monatlichen Durchschnittstemperaturen zwischen Juni/Juli mit gut 23 °C und Oktober/Dezember von knapp 28 °C nur wenig unterscheiden (siehe Klimadiagramm Trinidad). Der Jahresniederschlag beträgt fast 2000 mm und liegt somit mehr als doppelt so hoch wie die Niederschläge in Mitteleuropa. Höchstwerten von etwa 300 mm in den Monaten Dezember bis Februar stehen Niedrigwerte von etwa 50 mm im Juli/August gegenüber.

## Verkehrsnetz
La Curva liegt in einer Entfernung von 106 Straßenkilometern östlich von Trinidad, der Hauptstadt des Departamentos.
Durch Trinidad verläuft die Nationalstraße Ruta 9, die das gesamte bolivianische Tiefland von Norden nach Süden durchquert und von Guayaramerín im äußersten Norden des Landes über Trinidad und Casarabe nach Santa Cruz de la Sierra und weiter bis nach Yacuiba an der Grenze zu Argentinien führt. In Casarabe zweigt eine Nebenstraße nach El Carmen del Iténez zuerst drei Kilometer nach Nordwesten ab und erreicht dann in nordöstlicher Richtung nach weiteren dreißig Kilometern Nuevo Israel, nach noch einmal sieben Kilometern Eduardo Avaroa, und schließlich weiteren elf Kilometern La Curva.

## Bevölkerung
Die Einwohnerzahl der Ortschaft ist im Jahrzehnt zwischen den beiden letzten Volkszählungen um auf mehr als das Vierfache angestiegen:
| Jahr | Einwohner   | Quelle       |
| ---- | ----------- | ------------ |
| 1992 | keine Daten | Volkszählung |
| 2001 | 41          | Volkszählung |
| 2012 | 181         | Volkszählung |
| 2024 |             | Volkszählung |